# Progress MS-08
Progress MS-08 (w oznaczeniach NASA jako Progress 69 lub 69P) – misja statku transportowego Progress, prowadzona przez rosyjską agencję kosmiczną Roskosmos na potrzeby zaopatrzenia Międzynarodowej Stacji Kosmicznej.

## Ładunek
Całkowity ładunek, który Progress MS-08  dostarczył na Międzynarodową Stację Kosmiczną ważył 2746 kg. Statek dostarczył żywność, paliwo i zaopatrzenie.